# جبل كوروكو
جبال كوروكو هي مجموعة جبال بركانية بارتفاع 900 م (2٬953 قدم)
ضمن جبال الريف على ساحلها المتوسطي، شمال المغرب. تقع الجبال ضمن إقليم الناظور، شمال عاصمته. تتميز جبال الكوروكو بغاباتها الكثيفة الخضراء وتتعدد الحياة البرية بها (كالقردة والطيور والخنازير البرية...). وتضم جبال كوروكو قلاعا وحصونا تاريخية، أهمها قلعة تازوضا، حصن باصبيل، الحردو وحصن القلة حيث بني كل منهم فوق قمة جبل، حيث كان الغرض منها مراقبة الغزاة الوافدين من شبه الجزيرة الأيبيرية عبر البحر.